# Corn Suvretta
Der Corn Suvretta ⓘ (rätoromanisch corn für ‘Horn, Spitze‘ und Suvretta, wahrscheinlich in der Bedeutung ‘Obersäss‘, aus dem lateinischen super für ‘über‘ abgeleitet und mit -itta ergänzt) ist ein Berg nordöstlich vom Julierpass im Kanton Graubünden in der Schweiz mit einer Höhe von 3071 m ü. M.

## Lage und Umgebung
Der Corn Suvretta gehört zur Güglia-Gruppe, einer Untergruppe der Albula-Alpen. Auf der Gipfelpyramide treffen die Gemeindegrenzen von Bever, St. Moritz und Silvaplana zusammen. Der 3071 m hohe Gipfel befindet sich südwestlich des Piz Suvretta (3143 m) und der Fuorcla Suvretta (2613 m). Im Osten liegen der Pass Suvretta (2613 m) und der Lej Suvretta (2578 m), in südöstlicher Richtung auf dem Weg nach St. Moritz gelangt man an der Alp Suvretta (2211 m) vorbei.
Zu den Nachbargipfeln des Corn Suvretta gehören der Piz Suvretta, der Piz Surgonda (3195 m), der Piz Bever (3229 m), der Piz Nair (3055 m), der Piz Güglia (3380 m) und der Piz Valletta (2917 m). Talorte sind Champfèr (1825 m) und St. Moritz (1822 m). Häufiger Ausgangspunkt ist die Alp Güglia (2198 m).
Der am weitesten entfernte sichtbare Punkt ist das Matterhorn (4478 m) in den Walliser Alpen und ist 171 km vom Corn Suvretta entfernt..

## Routen zum Gipfel

### Sommerrouten

#### Über den West-Kamm
- Ausgangspunkt: La Veduta (2237 m) oder Alp Güglia (2198 m) an der Julierpass-Strasse.
- Via: Val d’Agnel oder Valetta dal Güglia zur Fuorcla Margun (2945 m)
- Schwierigkeit: L
- Zeitaufwand: 3 Stunden via Val d’Agnel, 2½ Stunden via Valetta dal Güglia

#### Über den Nordost-Grat
- Ausgangspunkt: Von der Chamanna Jenatsch (2653 m) oder Suvretta (1993 m)
- Via: Fuorcla Suvretta (2966 m)
- Schwierigkeit: EB, bis Fuorcla Suvretta als Wanderweg weiss-rot-weiss markiert
- Zeitaufwand: 2½ Stunden von der Chamanna Jenatsch, 3½ Stunden von Suvretta

#### Über den Südost-Grat
- Ausgangspunkt: Alp Güglia (2198 m) an der Julierpass-Strasse oder Suvretta (1993 m)
- Via: Fuorcla Chamuotsch (2922 m)
- Schwierigkeit: EB
- Zeitaufwand: 2 Stunden ab Alp Güglia, 2½ Stunden ab Suvretta

### Winterrouten

#### Von der Alp Güglia
- Ausgangspunkt: Alp Güglia (2198 m) an der Julierpass-Strasse
- Via: Valetta dal Güglia
- Expositionen: S, SW
- Schwierigkeit: WS+
- Zeitaufwand: 3 Stunden
- Bemerkung: Nach P. 2543 weiter nordöstlich auf eine ausgeprägte Rampe zum P. 2842. Über den steilen Südwest-Hang und über den Südost-Grat zum Gipfel. Im steilen Gipfelbereich ist eine solide Schneedecke notwendig.[4]

## Galerie

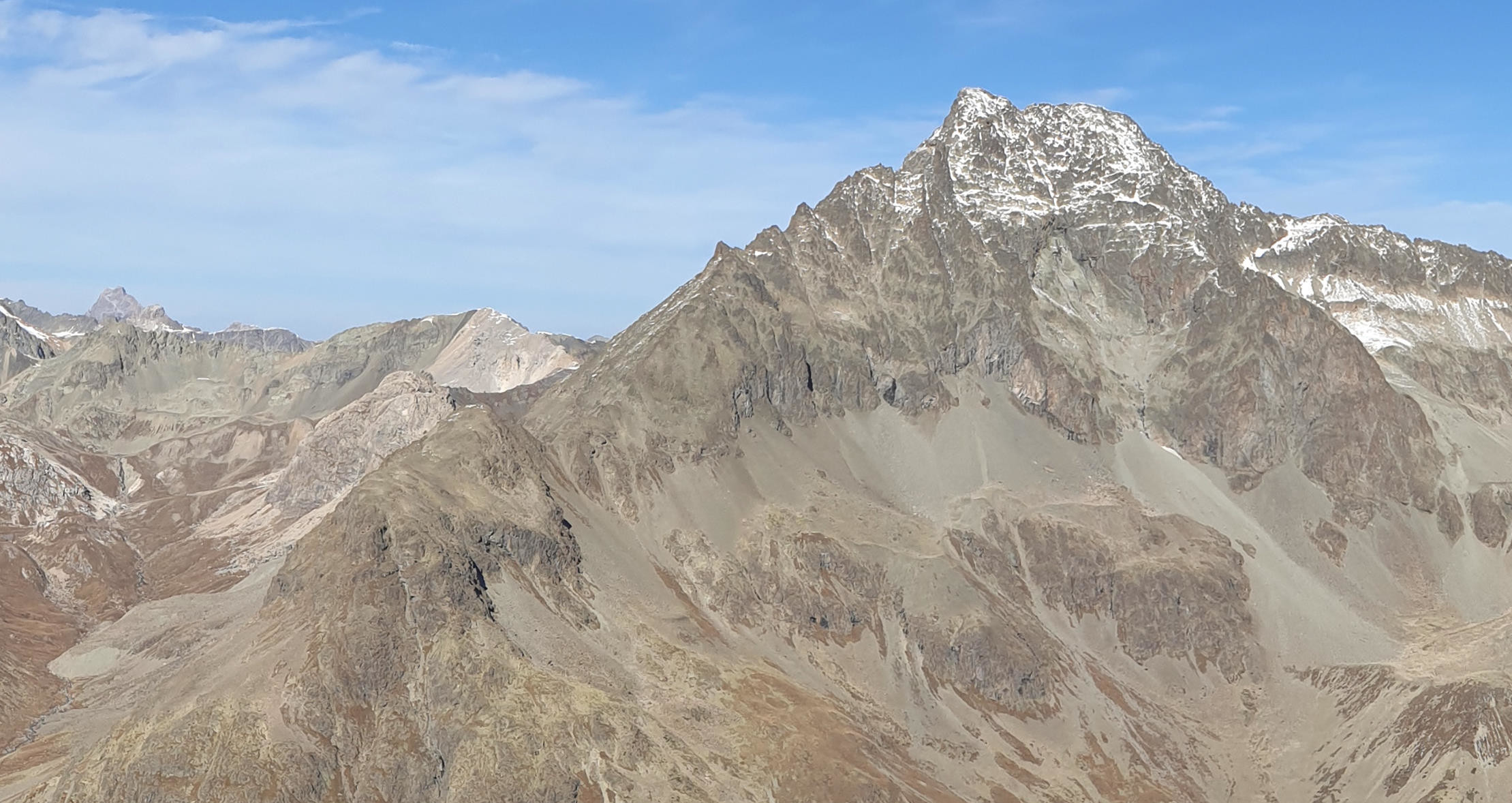
Piz Ela, Corn Suvretta und Piz Julier (v.l.), aufgenommen vom Piz Polaschin.
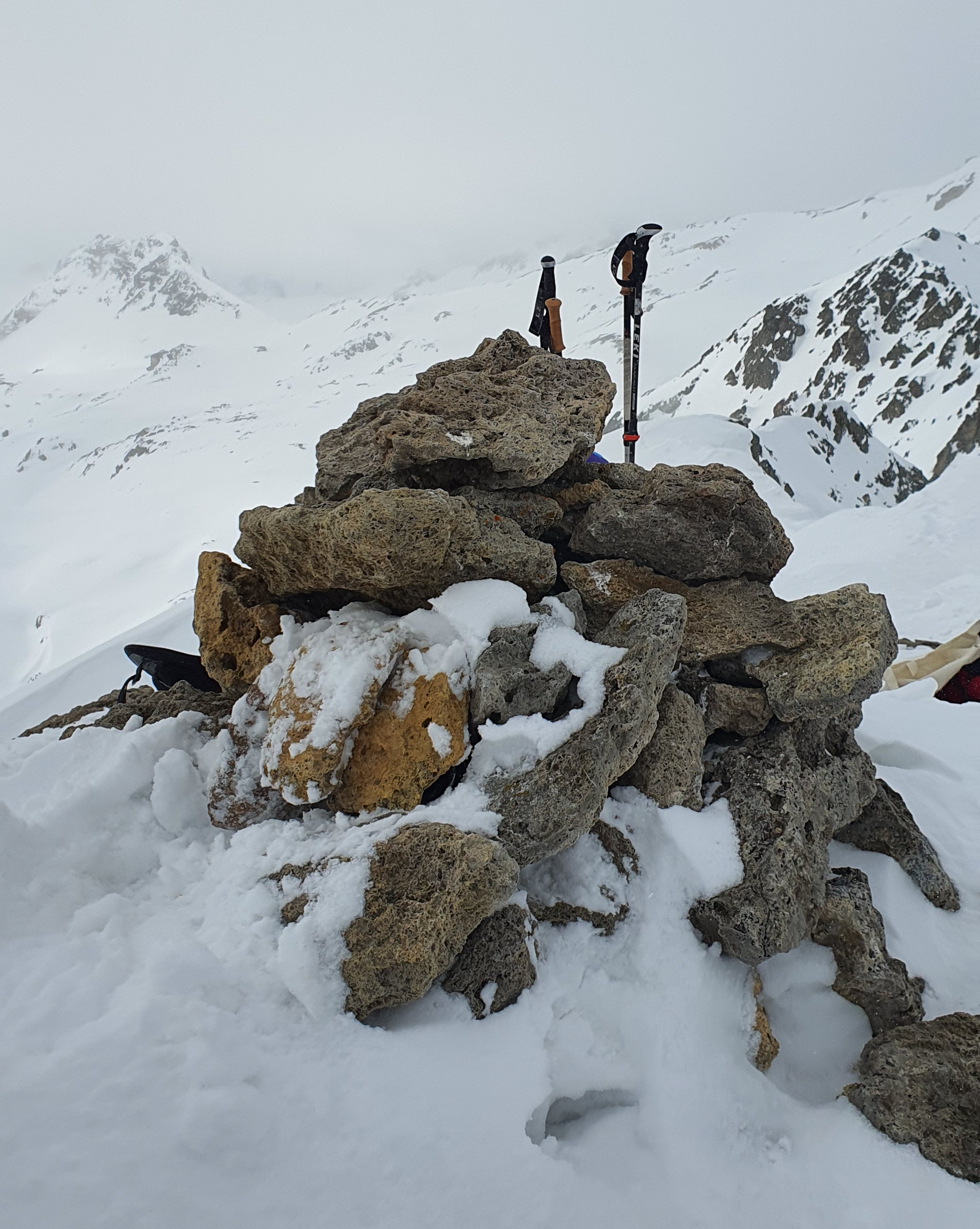
Steinmann auf dem Corn Suvretta.
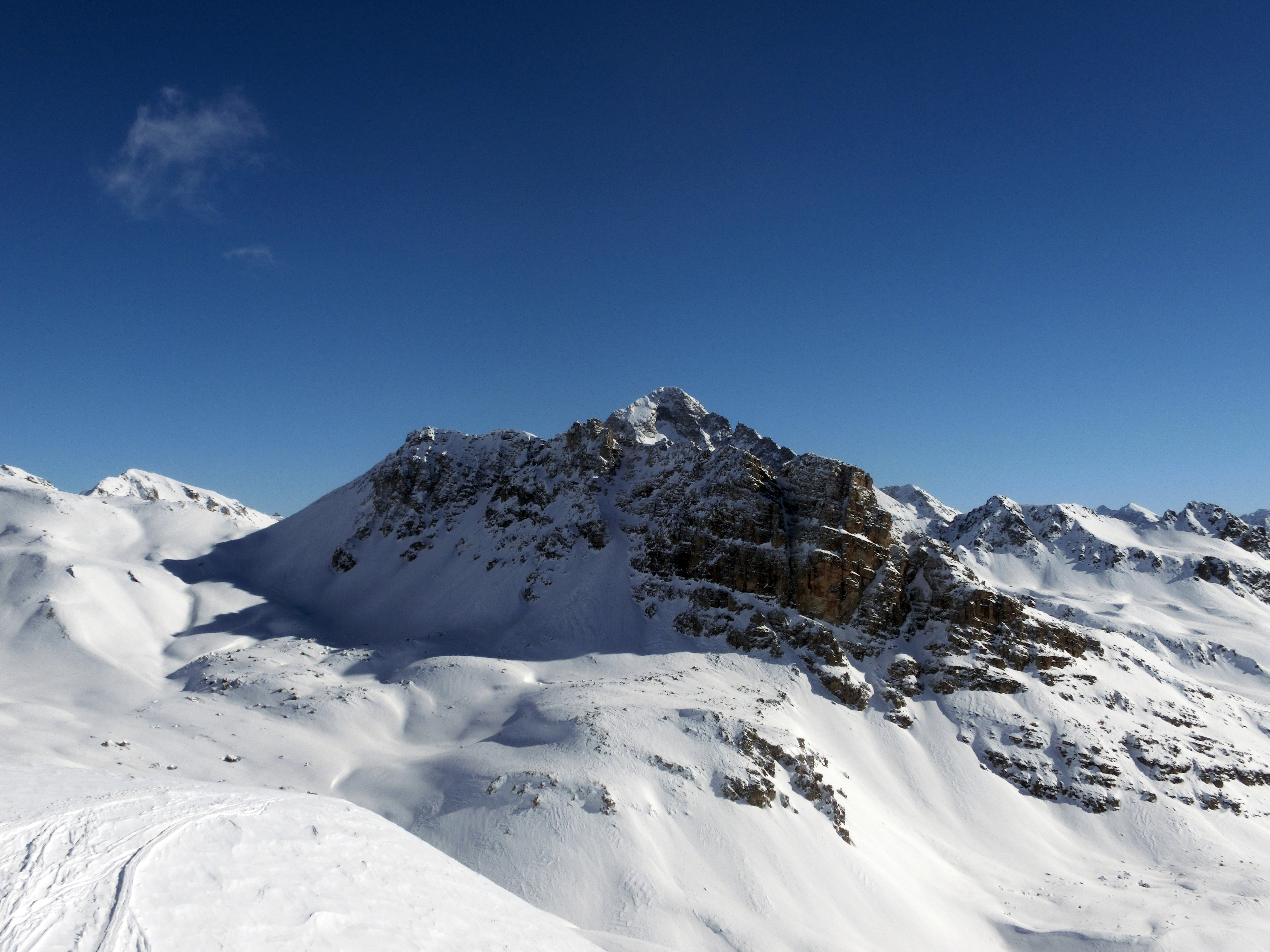
Corn Suvretta und Corn Alv, dahinter Piz Julier, aufgenommen vom Piz Campagnung.